# Place de la Madeleine
Koordinaten: 48° 52′ N, 2° 20′ O
Place de la Madeleine ist ein Platz im 8. Arrondissement von Paris.

## Lage
In der Mitte des rechteckigen Platzes steht die Èglise de la Madeleine.
Der Platz ist mit folgenden Straßen verbunden:
- Rue Chauveau-Lagarde
- Rue Tronchet
- Rue de Sèze
- Boulevard de la Madeleine
- Rue Duphot
- Rue Royale
- Galerie de la Madeleine
- Boulevard Malesherbes
- Passage de la Madeleine

Den Platz erreicht man mit der Metro über die Station Madeleine   und der Buslinie  RATP 84.

## Namensursprung
Der Name kommt von der Kirche Madeleine, die in seiner Mitte steht.

## Geschichte
Der Platz entstand auf dem Gelände der alten Église de la Madeleine, die wahrscheinlich an der Stelle der heutigen Nr. 8 Boulevard Malesherbes stand, wo die Rue Pasquier und die Rue de la Ville-l'Évêque zusammentreffen.
Die Église de la Madeleine steht jetzt an der Stelle des Hôtel de Chevilly von 1728, das an der ehemaligen Rue Basse-du-Rempart stand, eine Straße, die dem Boulevard des Capucines angeschlossen wurde.
Mit der Verordnung vom 2. Juni 1824 wurde das Umfeld der Kirche neu geordnet und vor allem die rechteckige Form festgelegt.
Während des Ersten Weltkriegs, am 30. Mai 1918 explodierte ein Geschoss der Dicken Bertha hinter der Madeleine.

## Sehenswürdigkeiten
- Nr. 2: In diesem Haus befand sich zu Beginn des 20. Jahrhunderts das berühmte Restaurant Durand, in dem sich 1848 die Abgeordneten der Opposition trafen und das zur Zeit des Boulangismus seinen Höhepunkt hatte: 1889 feierte  General Georges Boulanger seinen Wahlsieg in diesem Café, während zur gleichen Zeit 50000 Menschen auf dem Platz zusammenkamen und ihn aufforderten, jetzt den Élysée zu übernehmen, was er ablehnte; die Unterstützer waren davon enttäuscht und seine Gegner begannen, ihn zu diskreditieren.[4][2] – Das Café wurde später auch von Émile Zola und Jean Jaurès frequentiert.
- Nr. 4: Camille Saint-Saëns (1835–1921) wohnte hier.[2]
- Nr. 7: Der Philosoph und Politiker Jules Simon (1814–1896) lebt hier bis zu seinem Tod.[2]
- Nr. 16: Die Öffentlichen Toiletten am Place de la Madeleine, die 2011 zum Monument historique erklärt wurden.[5]

Rund um den Place de la Madeleine
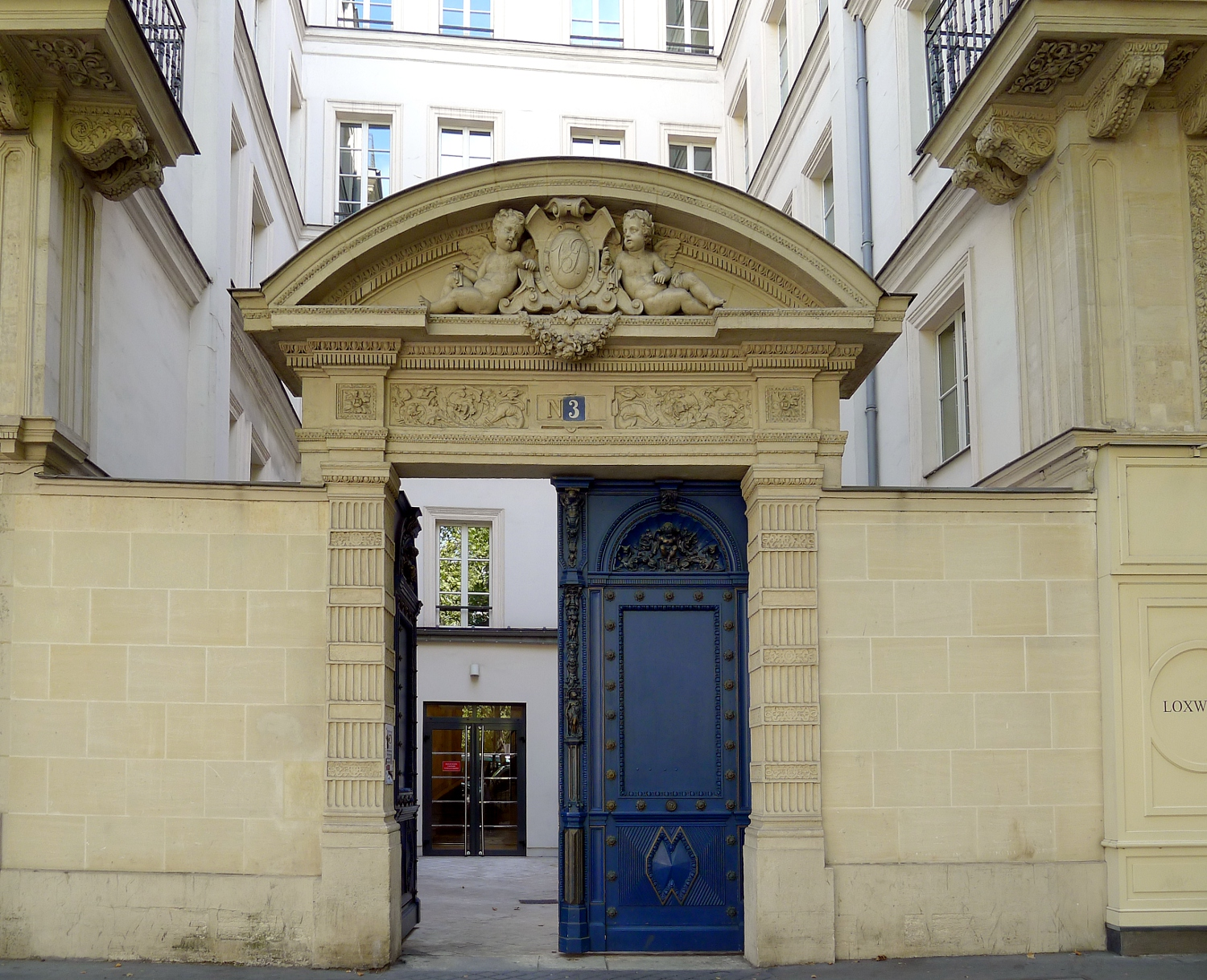
Eingang zu Nr. 3
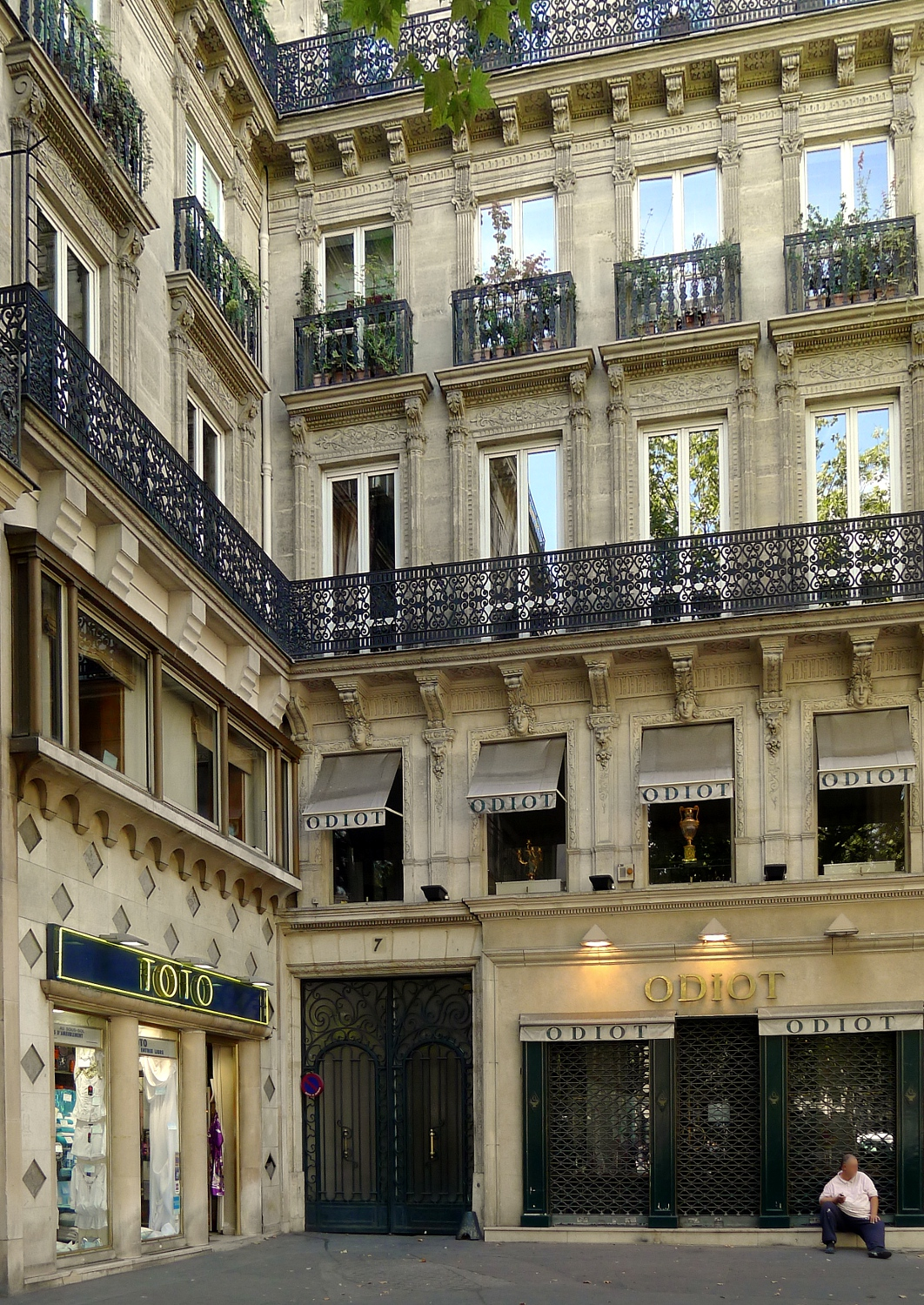
Nr. 7
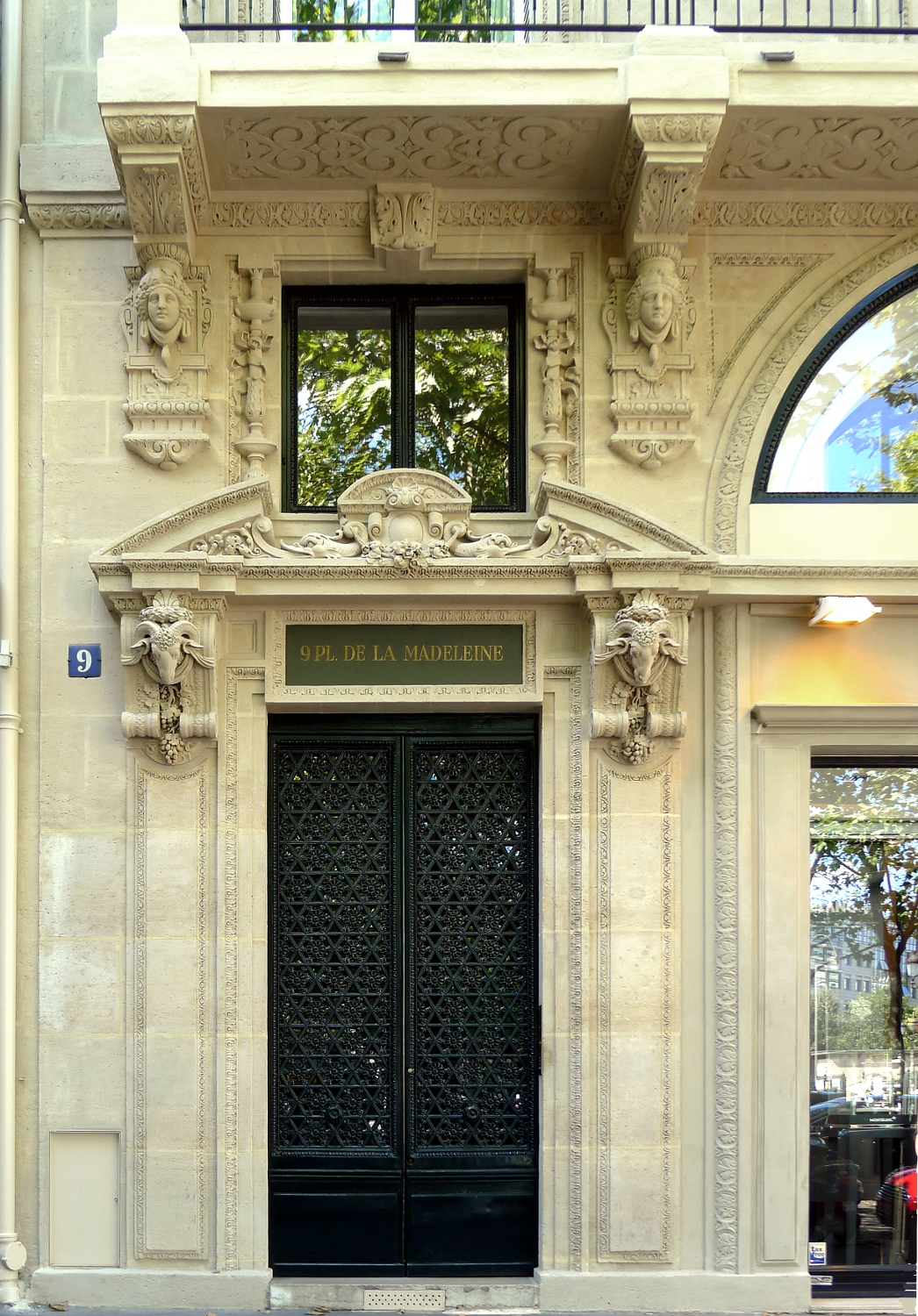
Nr. 9
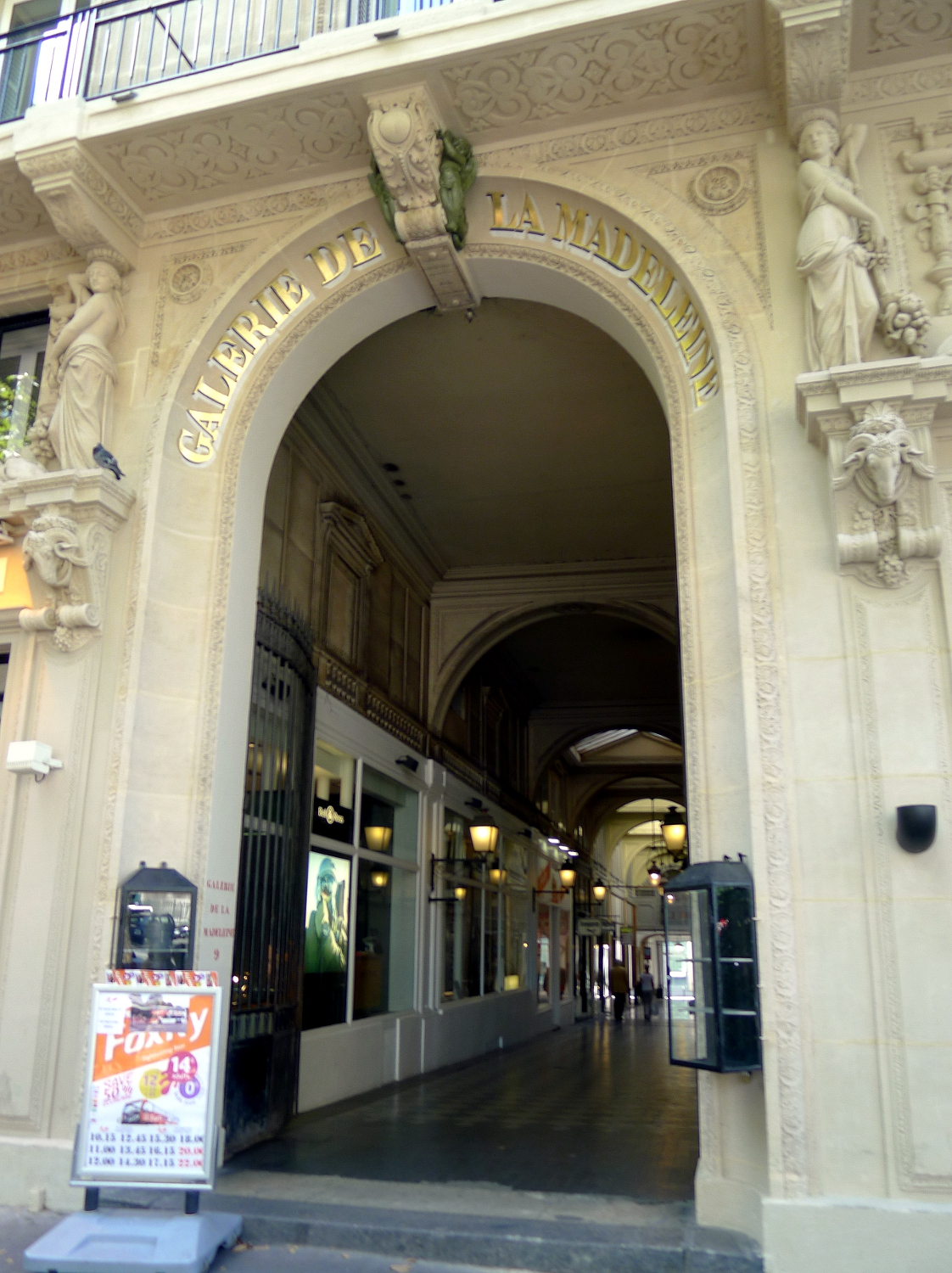
Nr. 9, Eingang zur Galerie de la Madeleine
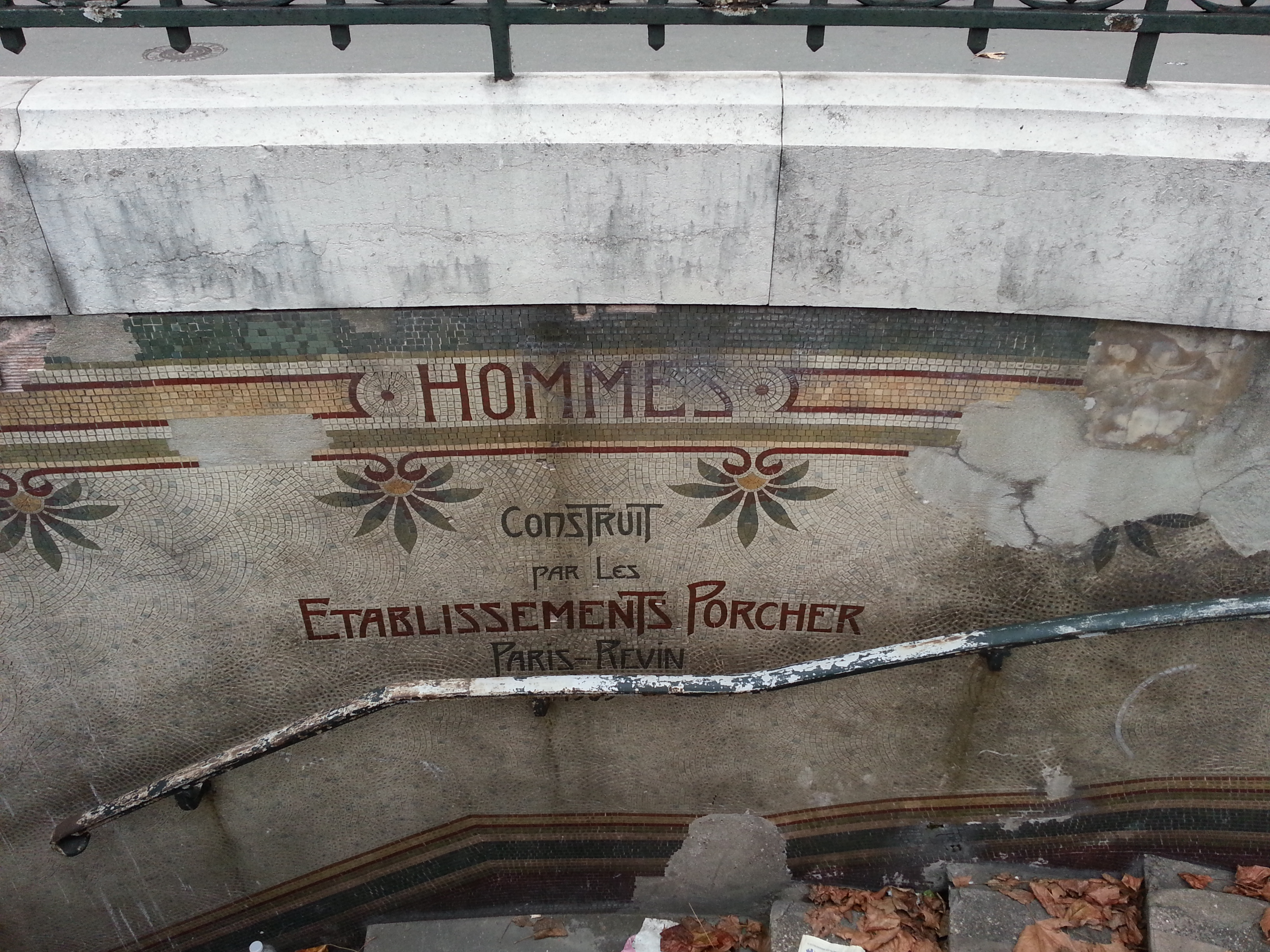
Lavatory Madeleine
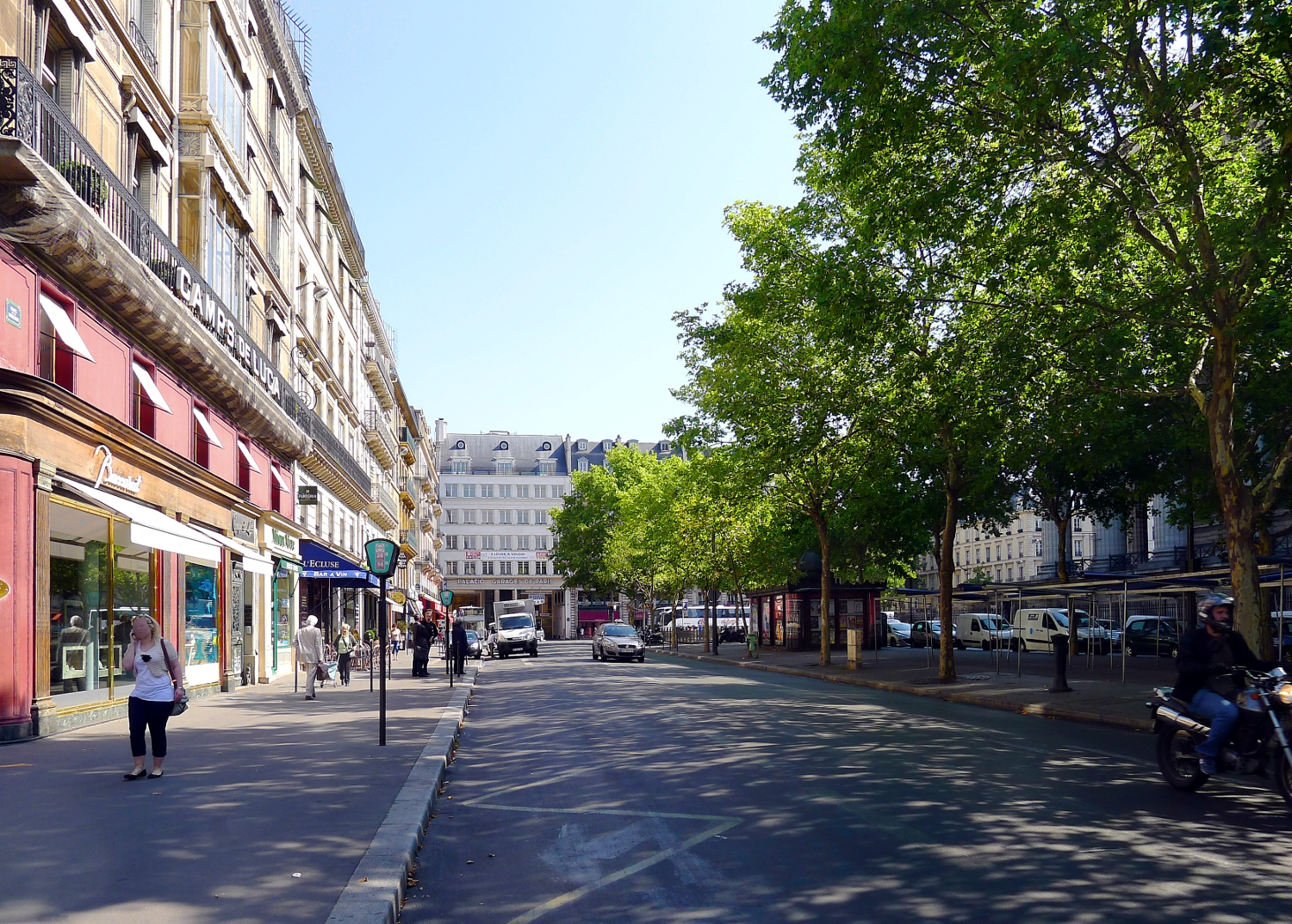
Osten
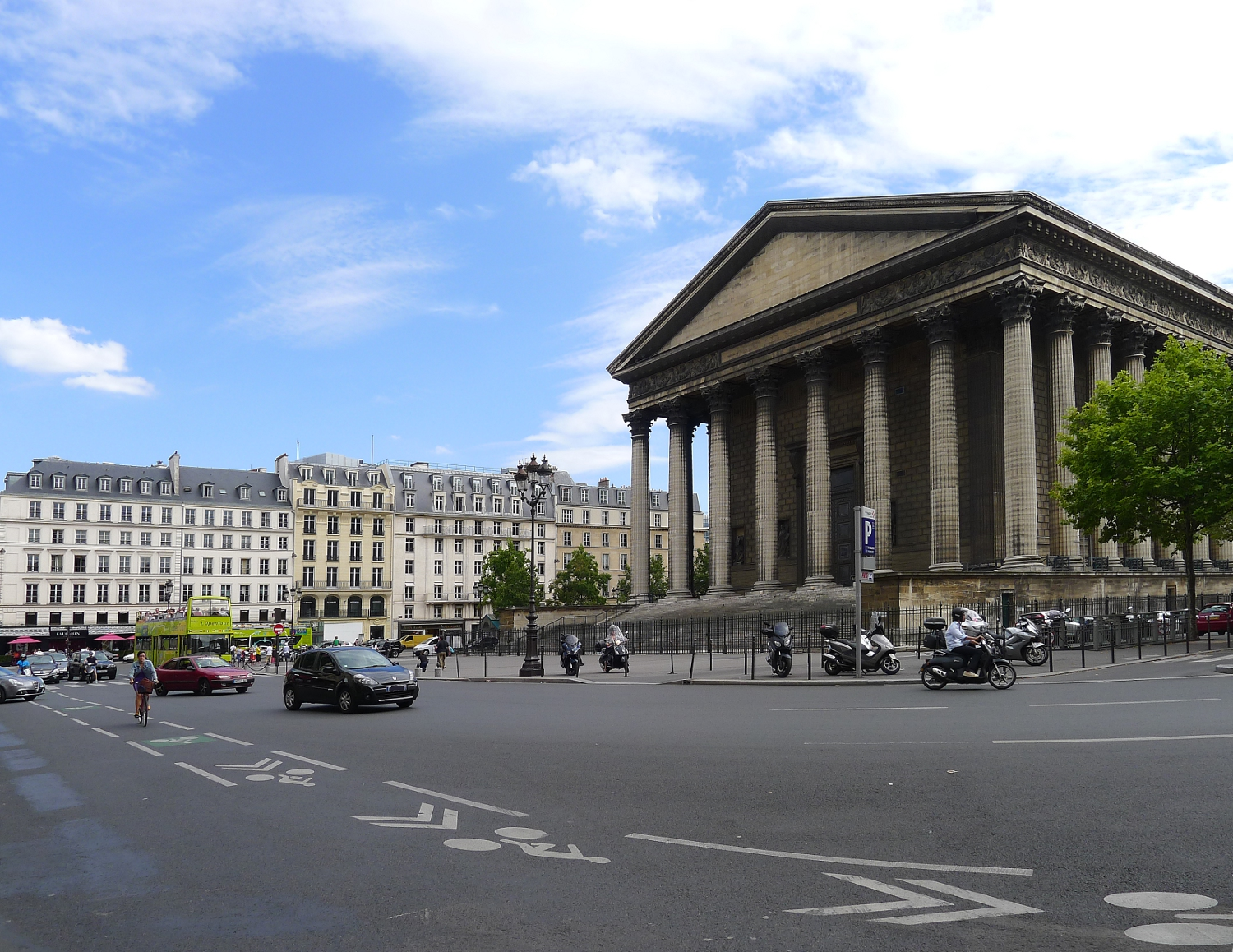
Süden
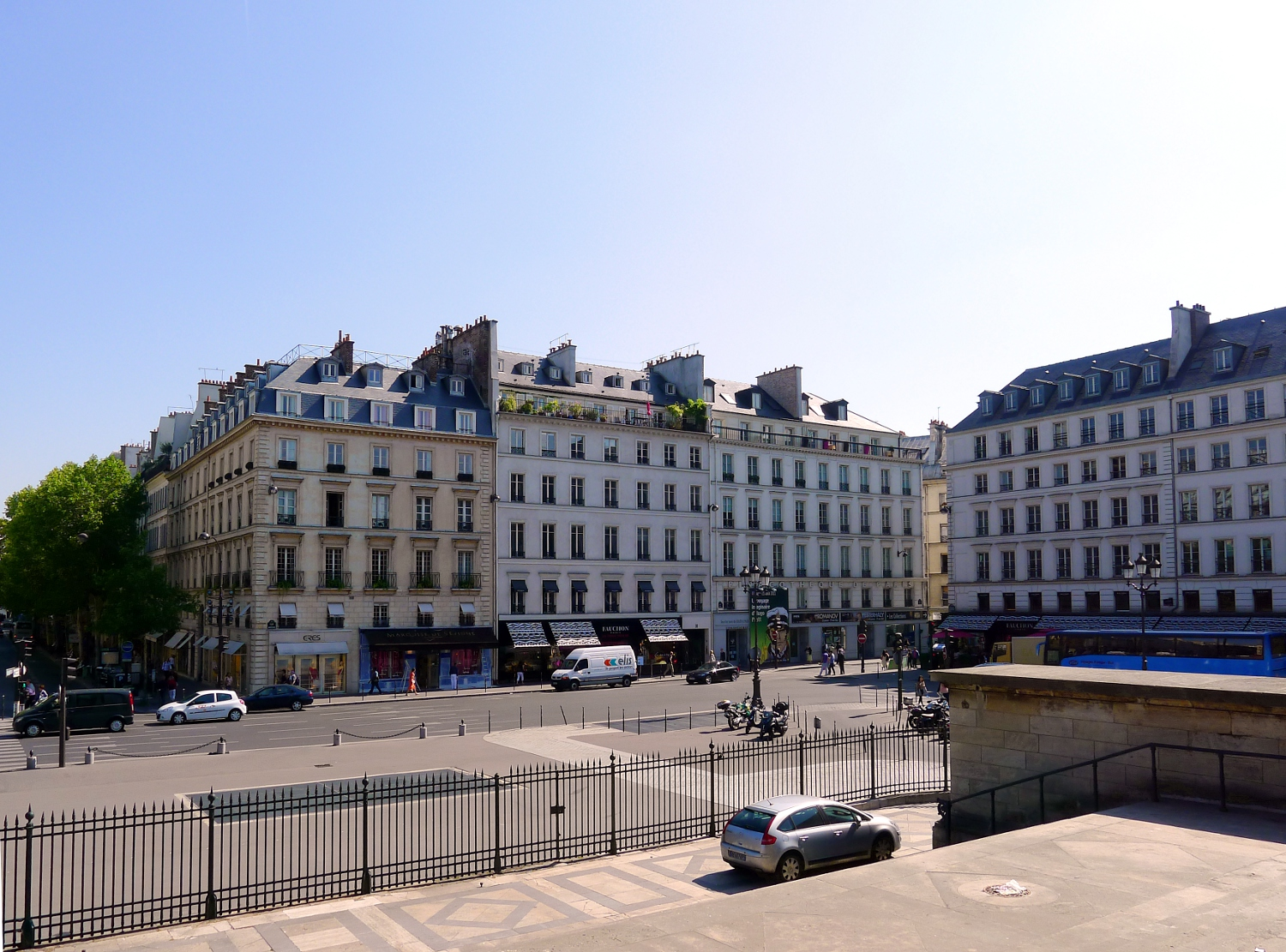
Südwesten
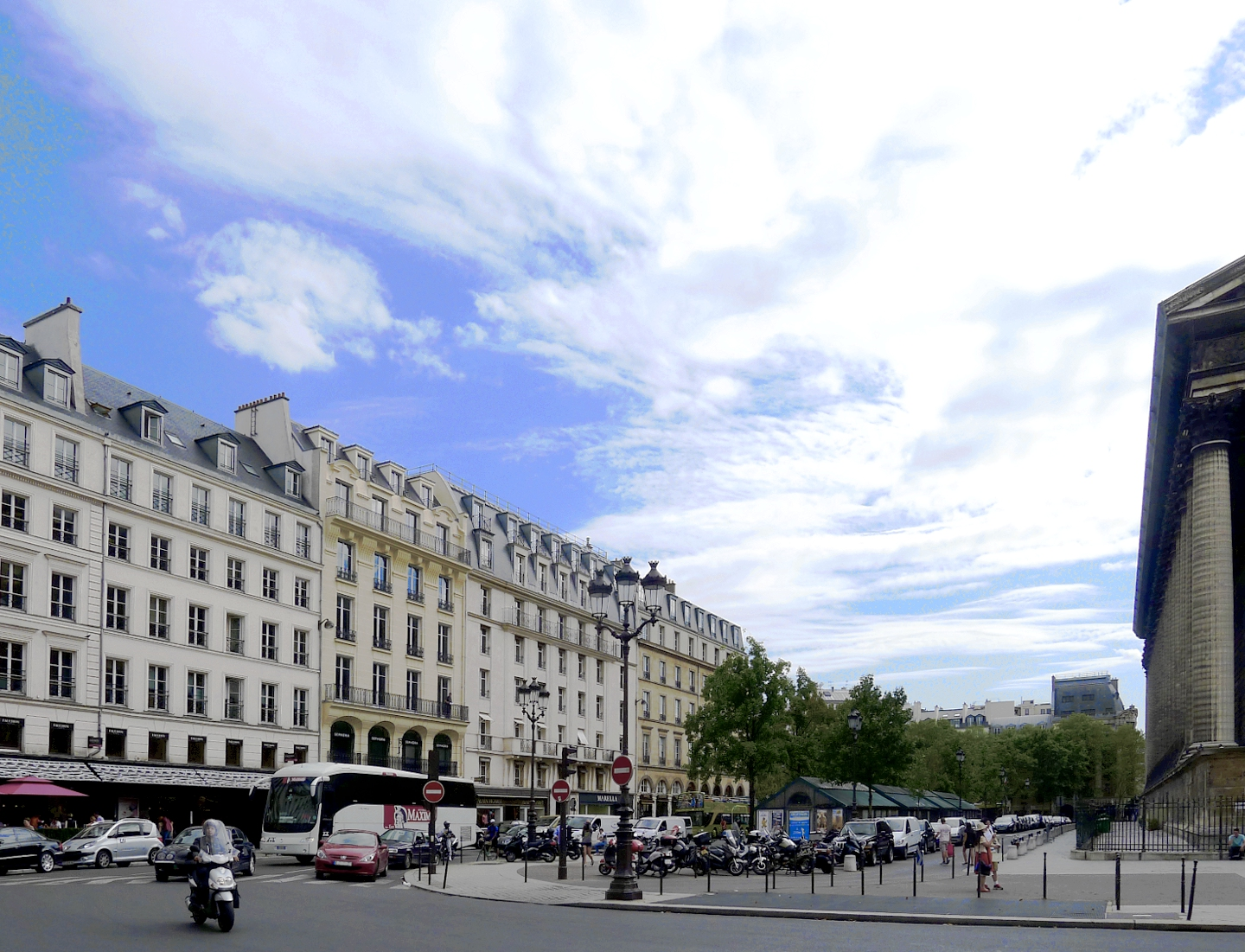
Westen

## Sicht der Künstler auf den Platz

Place de la Madeleine aus der Sicht der Künstler
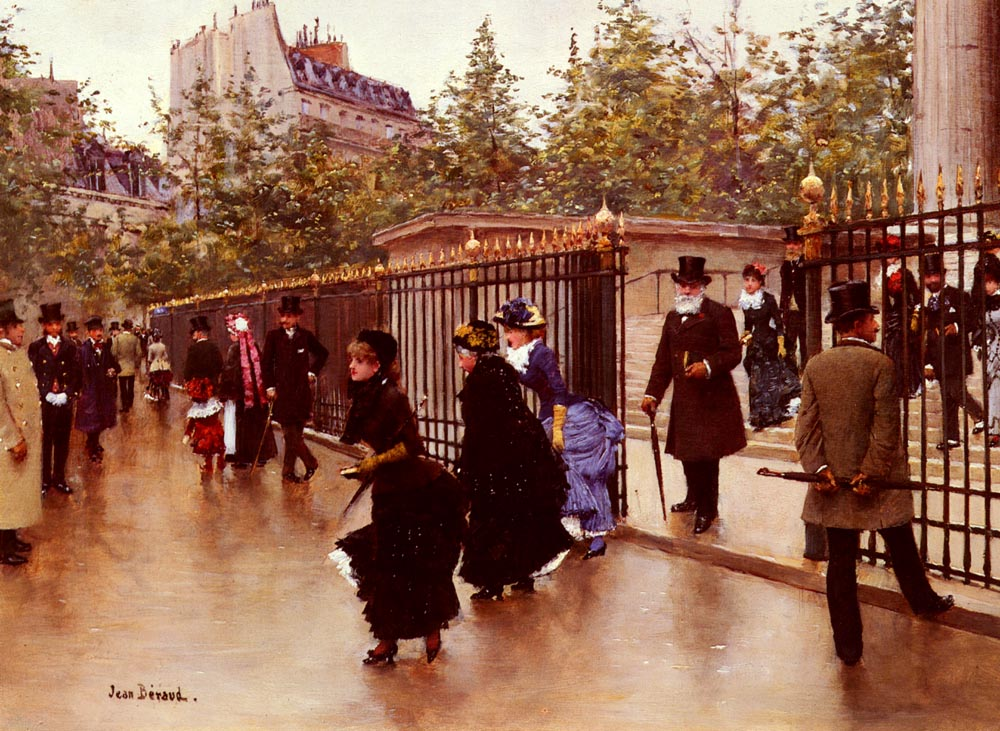
Jean Béraud, Sortant de la Madeleine, Paris
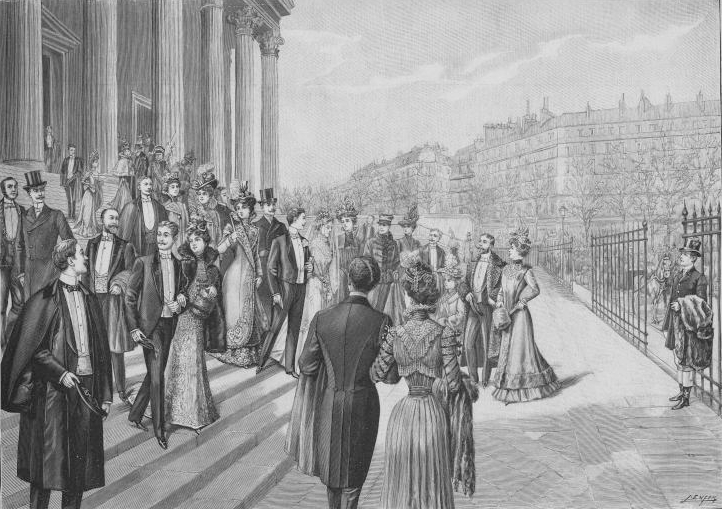
Un grand mariage à la Madeleine, Illustration für Le Figaro illustré, Mars 1900
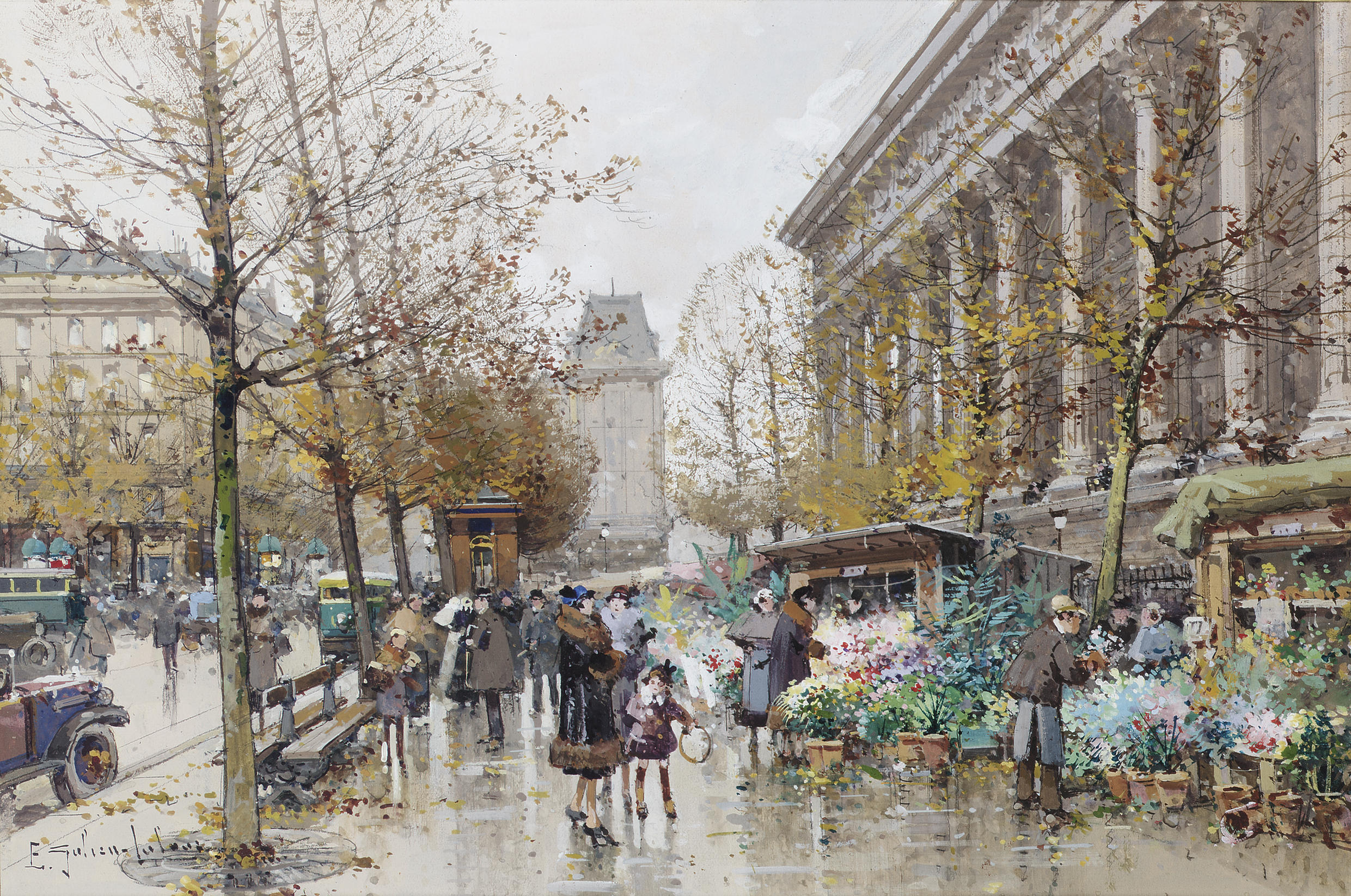
Eugène Galien-Laloue, Paris, marché aux fleurs à la Madeleine (um 1910)
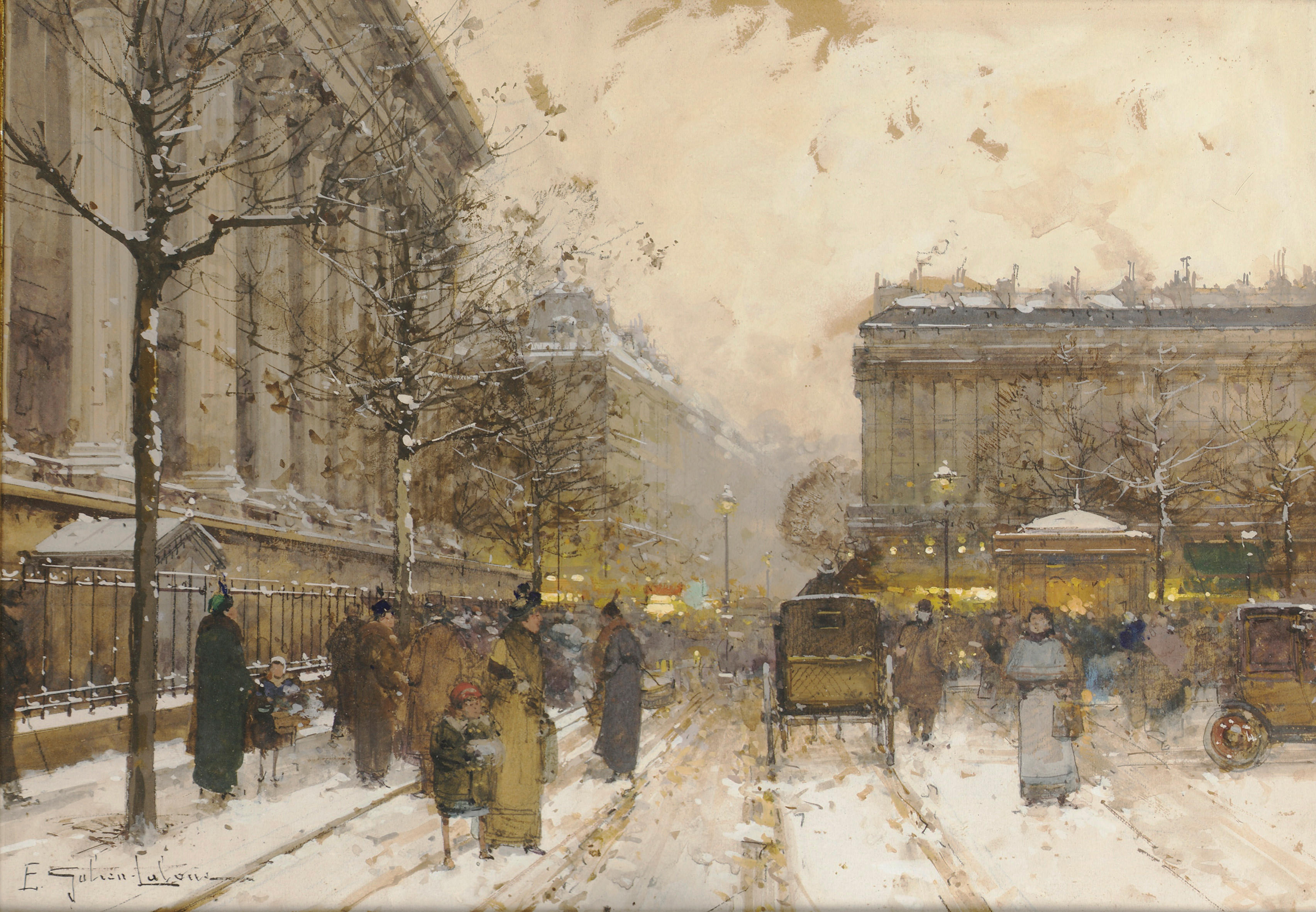
Eugène Galien-Laloue, La Madeleine, Paris (um 1910)
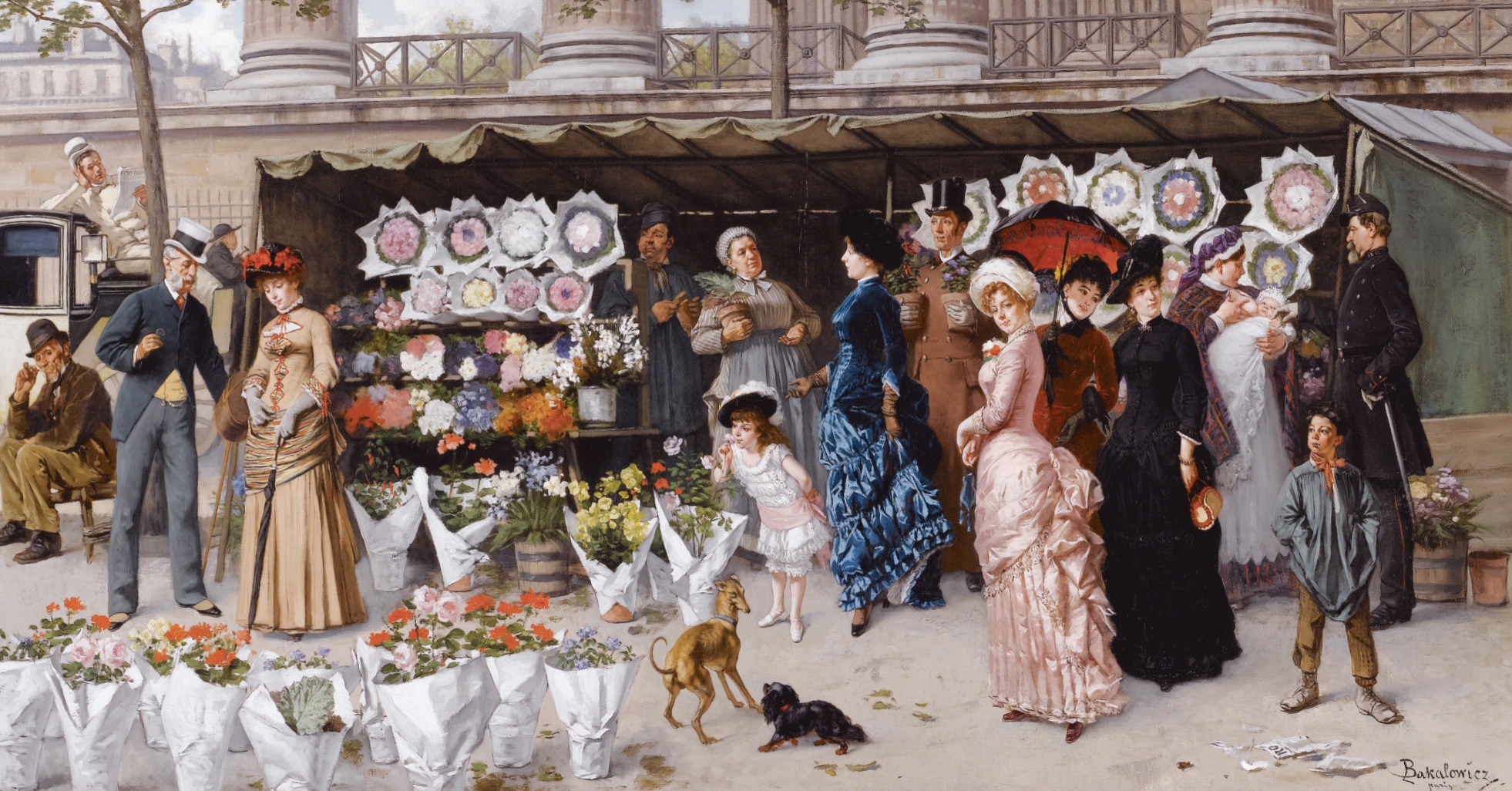
Ladislaus Bakalowicz, Marché aux fleurs à la Madeleine (vor 1913)
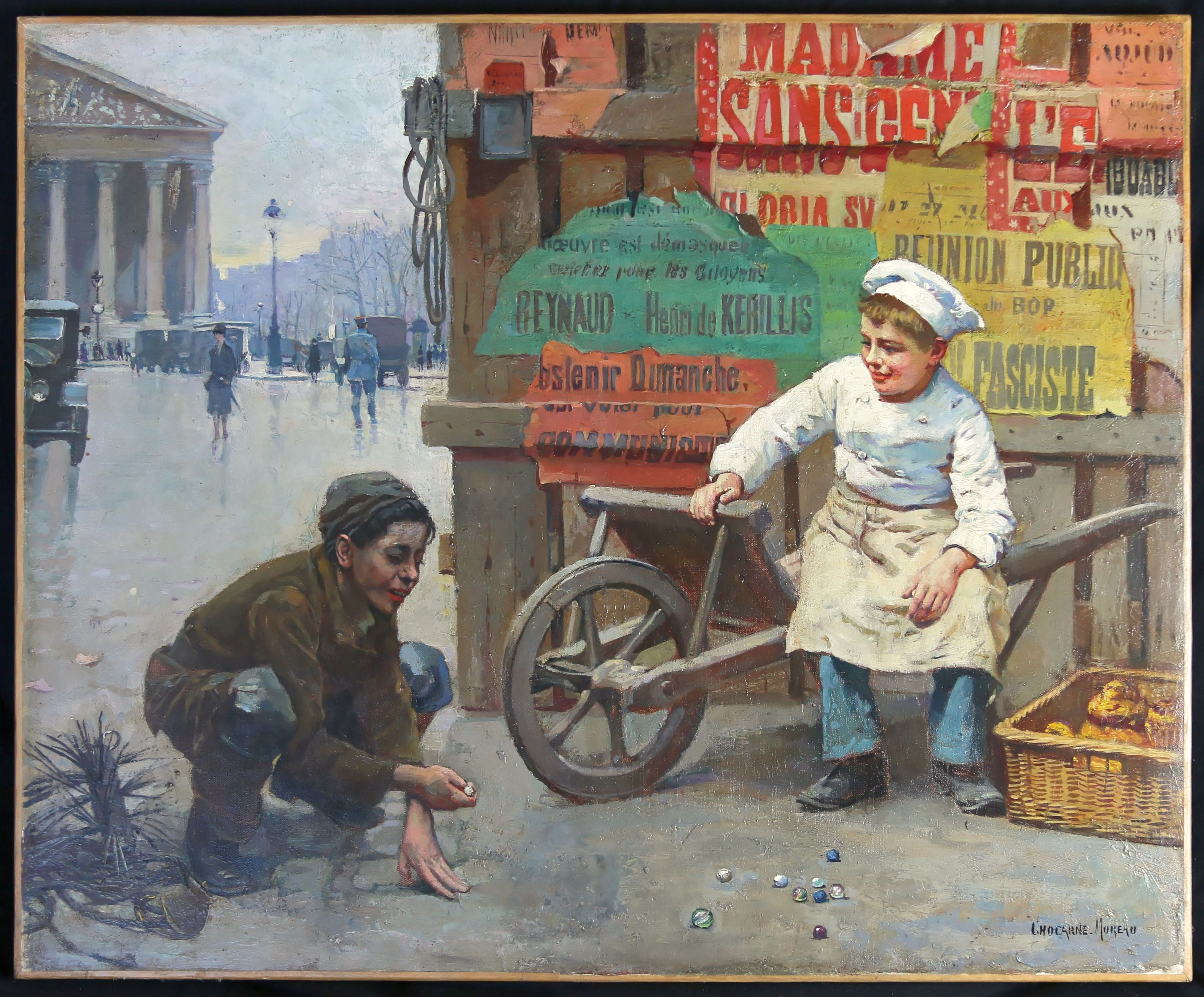
Paul Charles Chocarne-Moreau Petit ramoneur et mitron jouant aux billes Place de la Madeleine (1926)